# Afrikaans kampioenschap voetbal vrouwen onder 17 - 2010
Op het CAF onder 17 vrouwen voetbalkampioenschap 2010 (CAN U-17 Woman) werd bepaald welke drie landen namens de CAF deelnemen op het Wereldkampioenschap voetbal vrouwen onder 17 - 2010 dat in september in Trinidad en Tobago wordt gehouden.

## Voorronde
| Team 1   | Tot.                         | Team 2       | 1e wedstr. | 2e wedstr. |
| -------- | ---------------------------- | ------------ | ---------- | ---------- |
| Botswana | Kenia trok zich terug        | Kenia        |            |            |
| Togo     | Sierra Leone trok zich terug | Sierra Leone |            |            |

## Eerste Ronde
De wedstrijden tussen Botswana en Zuid-Afrika werden op 13 en 27 maart gespeeld.
| Team 1   | Tot.                     | Team 2      | 1e wedstr. | 2e wedstr. |
| -------- | ------------------------ | ----------- | ---------- | ---------- |
| Botswana | 1-22                     | Zuid-Afrika | 1-9        | 0-13       |
| Togo     | Togo trok zich terug     | Nigeria     |            |            |
| DR Congo | DR Congo trok zich terug | Tunesië     |            |            |
| Ghana    | Egypte trok zich terug   | Egypte      |            |            |

## Tweede Ronde
De heenwedstrijden werden op 17 april gespeeld, de terugwedstrijden op 1 mei (Zuid-Afrika - Nigeria) en 2 mei (Tunesië - Ghana)
| Team 1  | Tot. | Team 2      | 1e wedstr. | 2e wedstr. |
| ------- | ---- | ----------- | ---------- | ---------- |
| Nigeria | 7-1  | Zuid-Afrika | 5-0        | 2-1        |
| Ghana   | 11-0 | Tunesië     | 7-0        | 4-0        |

Ghana en Nigeria plaatsten zich voor het WK, Zuid-Afrika en Tunesië spelen een play-off om het laatste startbewijs.

## Play-off
De heenwedstrijd werd op 15 mei gespeeld, de terugwedstrijd wordt op 29 mei gespeeld.
| Team 1      | Tot. | Team 2  | 1e wedstr. | 2e wedstr. |
| ----------- | ---- | ------- | ---------- | ---------- |
| Zuid-Afrika | 2-1  | Tunesië | 1-0        | 1-1        |